# Brother (Film)
Brother ist ein japanischer Yakuza-Film aus dem Jahr 2000. Als Regisseur, Drehbuchautor, Filmeditor und Hauptdarsteller in dem Actionfilm fungierte Takeshi Kitano.

## Handlung
Yamamoto ist Mitglied eines Yakuza-Clans, dessen Anführer getötet wird. Um einen Krieg zwischen den beteiligten Clans zu vermeiden, werden die Mitglieder des führungslosen Clans – außer Yamamoto – in den anderen Clan aufgenommen. Dieser soll von einem Yakuza-Bruder – als Vertrauensbeweis gegenüber seinem neuen Clan – getötet werden. Anstatt ihn zu töten, überredet er seinen älteren Bruder (jap.: Aniki) Yamamoto in die USA auszuwandern. Dort, in Los Angeles, studiert nämlich sein jüngerer (leiblicher) Bruder Ken.
In LA angekommen macht sich der einsilbige Yamamoto auf die Suche nach seinem Bruder – er scheint des Englischen nicht mächtig zu sein. Auf der Straße kommt es zu einer Rempelei mit dem Afroamerikaner Denny, wobei eine Flasche zu Bruch geht. Denny versucht Yamamoto – den er für einen asiatischen Touristen hält – auszunehmen. Dieser nutzt aber die zu Bruch gegangene Flasche um Denny damit in (bzw. um) sein Auge zu stechen.
In einem japanischen Restaurant bekommt Yamamoto einen Hinweis, wo er seinen Bruder finden kann. Dort angekommen stellt er fest, dass sein Bruder mit Drogen handelt, statt zu studieren. Kurz darauf taucht auch der bandagierte Denny wieder auf: er ist ein Freund von Ken.
Als diese Straßengangster mit mexikanischen Dealern, die sie mit Stoff versorgen, Streit bekommen, nimmt sich Yamamoto des Problems auf seine „japanische“ Weise an und tötet alle. Wenig später taucht ein weiterer Yakuza-Bruder aus dem aufgelösten Clan auf: Kato. Auf seine Frage, wie es hier so läuft, meint Yamamoto lakonisch: genauso wie in Japan.
Während einer Verhandlungsrunde mit den mexikanischen Bossen (Yamamoto erweckt bei den Bossen den Anschein, er könne ihre Sprache nicht verstehen) erschießen Ken und er diese und übernehmen so deren Bezirk. Von nun an ermorden sie ohne Zögern alles, was ihnen in die Quere kommt.
In ihrem „Hauptquartier“ verbringen sie die übrige Zeit mit kleineren Spielen und Sport. Aniki hat inzwischen eine Beziehung mit einer Frau angefangen. Yamamotos Bruder begeht derweil in Tokio Seppuku.
Kato spricht ebenfalls kein Englisch, trägt wie der Aniki eine imposante Tätowierung auf dem Rücken, und ist aufgrund seiner Größe beim Basketball hoffnungslos unterlegen. Er steht der Beziehung von Aniki und seiner Frau eher skeptisch gegenüber. Freundschaft findet er bei einem alten Bandenmitglied von Ken und Denny. Yamamoto und Denny freunden sich langsam an (und sind nun auch in der Stretch-Limousine unterwegs).
Als Denny allerdings bei einem Überfall auf ihr Quartier versehentlich Aniki in den Bauch schießt, fällt dieser für kurze Zeit für das operative Geschäft aus.
Unter Yamamotos Führung wird eine erfolgreiche und sehr brutal vorgehende Organisation aufgebaut. Dies soll durch einen Zusammenschluss mit einem anderen japanischen Clan geschehen. Der berüchtigte Boss dieses Clans – Shirase – lehnt eine Fusion ab. Kato demonstriert Shirase seine bedingungslose Loyalität zum Aniki, indem er das ultimative Opfer bringt und sich vor Shirases Augen erschießt. Shirase ordnet sich unter, will jedoch Anikis Stellvertreter sein.
Im weiteren Verlauf kommt es zu Interessenkonflikten mit der italienischen Mafia. Die Mafia will an den Erträgen mit 50 Prozent beteiligt werden, was Shirase ihnen verweigert. Es ist der Beginn eines blutigen Mafiakrieges.
Yamamoto und seine Männer sind chancenlos. Der übermächtige und meist gesichtslose Gegner meuchelt einen nach dem anderen dahin, und löscht auch Yamamotos Freundin und Dennys ganze Familie aus. Nur Denny und der Aniki bleiben übrig. Aniki hat inzwischen in Denny einen guten Freund gefunden, der ihm mehr Wert ist als der leibliche Bruder.
Die zwei entführen den Paten der Italiener, fahren mit ihm spazieren, und spielen Scheinhinrichtung in der Wüste. Yamamoto zwingt mit vorgehaltener Waffe Denny, vor den Augen des Paten, um die Sanddüne herumzugehen. Aniki schießt einige Male an Denny vorbei und gibt ihm zu verstehen, dass er mit dem Auto verschwinden soll (hier wird klar, dass Aniki hierin die einzige Möglichkeit sieht, Denny in Sicherheit zu bringen). Anschließend geht er zu dem Paten zurück, der ihn einen „eiskalten Hurensohn“ nennt, weil er seine eigenen Leute einfach so tötet. Aniki lässt den Paten gehen, wohl wissend, dass sein Ende bald kommen wird.
Während Denny im Auto in Richtung Horizont verschwindet, öffnet er eine Tasche, die Aniki ihm mitgegeben hat. Sie ist prall gefüllt mit Geldbündeln. Denny fängt an zu weinen und bedankt sich mehrere Male laut bei Aniki.
Dieser sitzt derweil in einer Raststätte mitten im Nirgendwo. Sie wird von einem alten Japaner betrieben, der Aniki auf Japanisch anspricht. Im gleichen Moment fahren mehrere schwarze Wagen vor. Die Mafia-Killer haben Aniki gefunden. Er legt etwas Geld für seine Rechnung auf den Tresen und sagt dem alten Japaner, dass der Rest für die Reparatur sei. Anschließend geht er ohne größere Regungen in das Sperrfeuer der Mafia-Killer.

## Rezeption
Der Film wurde im September 2000 bei den Internationalen Filmfestspielen von Venedig und in der folgenden Zeit auf mehreren weiteren Filmfestivals gezeigt.
Am 13. Dezember 2000 kam der Film unter dem Titel Aniki, mon frère in die Kinos Frankreichs und wurde dort fast 250.000 mal gesehen. In den Vereinigten Staaten, wo der Film am 6. April 2001 begrenzt anlief, spielte er über 447.000 US-Dollar ein. Am 27. Januar 2001 war der Kinostart in Japan, wo der Film ein Einspielergebnis von 888 Millionen Yen hatte.
Box Office Mojo zufolge, Stand vom 25. Juni 2008, spielte der Film bislang weltweit etwas mehr als 15 Millionen US-Dollar ein (Total Lifetime Grosses). Die IMDb schätzt das Budget auf 12 Millionen US-Dollar.
Kritiker waren geteilter Meinung über den Film. Roger Ebert kritisierte, zu viele der Mordszenen haben einen sorglosen, oberflächlichen Klang.

„Tatsächlich ist der Film so sehr den Stereotypen des Genres verhaftet, dass er sogar die ethnischen Klischees über Japaner übernimmt […]“

Der Film steht bei Rotten Tomatoes am 25. Juni 2008 bei 46 Prozent mit 68 ausgewerteten Kritiken (50 Prozent von 4 Topkritikern), bei Metacritic bei 47 Prozent mit 23 ausgewerteten Kritiken. In der IMDb rangiert er mit den Stimmen von 8355 Zuschauern am gleichen Tag bei 7,1 von 10 Punkten.

## Auszeichnungen
Susumu Terajima gewann für seine Darstellung des Kato im Jahr 2002 den Nebendarstellerpreis beim Mainichi-Filmwettbewerb.

## DVD-Fassungen
Neben der Originalfassung ist der Film in Deutschland auch in einer um etwa 19 Minuten gekürzten Fassung mit der Altersfreigabe FSK 16 auf DVD erschienen.